# Lóng Phiêng
Lóong Phiêng est une commune rurale, située dans le district de Yên Châu (province de Sơn La, Viêt Nam).

## Géographie

### Localisation
Lóong Phiêng est une commune frontalière du district de Yên Châu. Elle se situe à 45 km au sud-est du centre du district.
La commune est bordée par la commune de Chiềng Tương au sud, Tú Nang au nord, à l'ouest Chiềng Hặc et Phiêng Khoài, et à l'est, dans le district de Mộc Châu, la commune de Chiềng Khừa.

### Géographie physique
Lóong Phiêng a une superficie de 91,56 km². Son altitude varie entre 800 et 1000 mètres d'altitude.

### Subdivisions
La commune est composée des villages suivant :
1. Bản Yên Thi ;
2. Bản Pha Cúng ;
3. Bản Tà Vàng ;
4. Bản Tô Buông ;
5. Bản Mỏ Than ;
6. Bản Nà Mùa ;
7. Bản Nong Đúc ;
8. Bản Quỳnh Phiêng ;
9. Bản Mơ Tươi ;
10. Bản Cò Chịa ;
11. Pa Sa ;
12. Quỳnh Châu.

## Histoire
La ville fut créée le 13 mars 1979.

## Politique
Le code administratif de la commune est 04096.

## Démographie
En 1999, la commune comptait 3 372 habitants.

## Sources
- (vi) Cet article est partiellement ou en totalité issu de l’article de Wikipédia en vietnamien intitulé « Lóong Phiêng » (voir la liste des auteurs).